# BYG Records
BYG war ein französisches Plattenlabel in den Bereichen Jazz bis Progressive Rock, das 1967 gegründet wurde und bis Anfang der 1970er Jahre veröffentlichte.
Das Label wurde im März 1967 von Fernand Boruso, Jean-Luc Young und Jean Georgakarakos (kurz "Karakos") gegründet. Der Name des Labels wurde aus den Initialen der Gründer-Nachnamen gebildet. Während Boruso zuvor für das Label Saravah gearbeitet hatte, das der Filmemacher Claude Lelouch gegründet hatte, und Young für Barclay Records, hatte Karakos sich zuvor im Vertrieb und dem Import von Schallplatten betätigt. Das Label veröffentlichte zunächst Singles von britischen Musikern wie Aynsley Dunbar und Alexis Korner, aber auch von Otis Redding und von Ike & Tina Turner, sowie aus dem französischen Underground (Alan Jack Civilization, Daevid Allens Gong). Dort wurde aber auch Wilma Landkroon mit ihrem Schlager Tulpen aus Amsterdam veröffentlicht sowie Chansons von François Wertheimer; auch von Vangelis erschien dort eine Single unter dem Pseudonym Alpha Beta. Von einigen der genannten Künstler aus dem Underground- und aus dem Chanson-Bereich legte das Label auch Langspielplatten auf; auch wurde (vermutlich in Lizenz von Charisma Records) eine LP von Pacific Gas & Electric vertrieben.
1972 geriet das Unternehmen BYG in eine finanzielle Krise; Georgakarakos und Young gründeten in den nächsten Jahren ihre eigenen Labels, Celluloid (Georgakarakos, 1976) und Charly (Young, 1974). In dieser Zeit wurde das Label vornehmlich verwendet, um Aufnahmen von Louis Armstrong, Bix Beiderbecke, Sidney Bechet, Jelly Roll Morton, Duke Ellington oder den New Orleans Rhythm Kings und einige Blues- und Bluesrocksessions (etwa von Sonny Boy Williamson mit Jimmy Page oder den Animals) zu vermarkten. Im Januar 2017 starb der Mitbegründer Jean Karakos.

## BYG Actuel
BYG Actuel war ein Sublabel, das auf Free Jazz und Psychodelic Rock spezialisiert war, aber auch Aufnahmen aus dem Fusionbereich und dem Bereich der Neuen Improvisationsmusik veröffentlichte. BYG Actuel machte sich ab Ende der 1960er Jahre vor allem einen Namen mit einer Reihe von Aufnahmen mit US-amerikanischen Free-Jazz-Musikern, die 1969 zu diesem Zweck nach Paris kamen, in einer Zeit, in der sie in ihrem Heimatland wenig Aufmerksamkeit erfuhren.

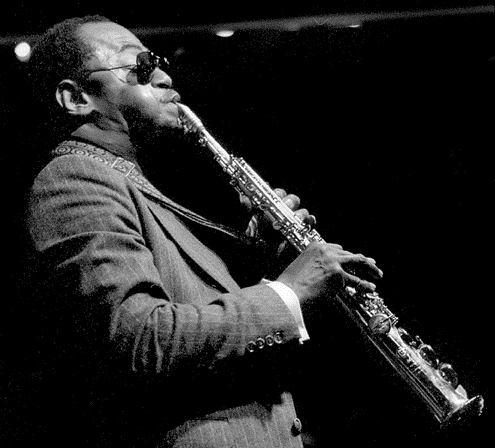
Archie Shepp im Keystone Korner (1982, Foto: Brian McMillen)

Viele dieser Musiker lebten zu dieser Zeit schön länger in Europa und traten im Juli 1969 auf dem Pan-African Music Festival in Algier auf; u. a. Archie Shepp. Das Ergebnis waren eine Reihe von Mitschnitten unter der Produktion von Claude Delcloo und von Jacques Bisceglia; BYG Actuel war außerdem für die Organisation des Actuel Festival verantwortlich, das Ende Oktober 1969 in der belgischen Ortschaft Amougies im Hennegau stattfand. Es sollte erst in Paris veranstaltet werden, wurde aber von den französischen Behörden unterbunden. Auf dem Festival traten führende Exponenten des Free Jazz, aber auch des Progressive Rock auf, wie Frank Zappa, Pink Floyd, Captain Beefheart, Soft Machine, Ten Years After, Yes und The Nice. Mit 20.000 Besuchern an fünf Abenden war das Festival ein großer Erfolg, jedoch ein finanzieller Reinfall. Im Juli 1970 organisierte Georgakarakos in Biot an der französischen Riviera das Popanalia Festival, das ebenfalls kommerziell nicht erfolgreich war.
2002 erschien eine Kompilation von Aufnahmen des Labels, JazzActuel: A Collection of Avant Garde/Free Jazz/Psychedelia From the BYG/Actuel Catalogue of 1969–1971, als 3-CD-Set bei Charly sowie bei Get Back Records in Italien als 6-LP-Set. Die Zusammenstellung wurde von Thurston Moore (Sonic Youth) und dem Journalisten Byron Coley kuratiert.
Auf BYG Actuel erschienen Alben des Art Ensemble of Chicago (A Jackson in Your House, 1969), des Improvisationsensembles Musica Elettronica Viva, der Fusionband Gong, der Psychodelic-Bands Ame Son und Freedom, und von Musikern wie Paul Bley, Anthony Braxton (This Time), Dave Burrell, Don Cherry, Jacques Coursil, Andrew Cyrille, Burton Greene, Arthur Jones, Joachim Kühn, Steve Lacy, Jimmy Lyons, Pierre Mariétan / Terry Riley Grachan Moncur III, Sunny Murray, Sonny Sharrock, Archie Shepp (Yasmina, a Black Woman), Alan Silva, Sun Ra, Clifford Thornton und Frank Wright.